# Nummius Albinus
Nummius Albinus war ein römischer Politiker und Senator des 3. Jahrhunderts n. Chr.
Nummius Albinus war in einem unbekannten Jahr Suffektkonsul. Er ist vielleicht mit dem Konsular (gewesenen Konsul) Nummius Albinus zu identifizieren, der mit einer Statue aus Adada in Pisidien geehrt wurde. Im Jahr 256 sowie in den Jahren von 261 bis 263 war Nummius Albinus Stadtpräfekt. 263 war Nummius Albinus zugleich auch zum zweiten Mal Konsul, gemeinsam mit Dexter.
Die Historia Augusta erwähnt einen Stadtpräfekten unter Kaiser Valerian mit den Namen Ceionius Albinus als Adressaten eines erfundenen Briefes des Kaisers. Diese Person ist wohl fiktiv. Nummius Albinus könnte aber zu einem Nummius Ceionius Albinus gemacht werden, da eine Inschrift aus Rom einen Stadtprätor namens Marcus Nummius Ceionius Annius Albinus bezeugt (spätes 3. Jahrhundert), die zeigt, dass der Name Ceionius bei den Nummiern vorkommt.
Werner Eck identifiziert Nummius Albinus mit dem in einer Inschrift aus Rom erwähnten vir clarissimus Marcus Nummius Attidius Senecio Albinus, als dessen Gattin Aurelia Flavia Archelais belegt ist.